# Чля (озеро)
Чля — крупное пресноводное озеро в Николаевском районе Хабаровского края в бассейне реки Амур, недалеко от устья. На северном берегу озера расположено одноимённое село.
Площадь около 140 км (зависит от уровня воды, размах колебаний которого составляет около 4,5 м). Наивысший уровень воды — в августе-сентябре, он зависит от паводков на реке Амур. Глубина до 2,6 метров. Озеро лежит недалеко от левого берега реки Амур, с которой оно соединено рекой Глинская. Также соединяется с соседним озером Орель через реку Подгорная.
Замерзает в конце октября — начале ноября. Берега обрывистые, покрытые густым лесом; на юго-западе берега низменные и заболоченные.
В 14 км к северу от озера находится Белая гора — месторождение фарфорового камня.
На озере ведётся промысел кеты.
Озеро открыто и впервые описано русским исследователем Хабаровского края Дмитрием Ивановичем Орловым в 1851 году.
Код водного объекта в государственном водном реестре — 20030900211118100002186.